# Myoepitel

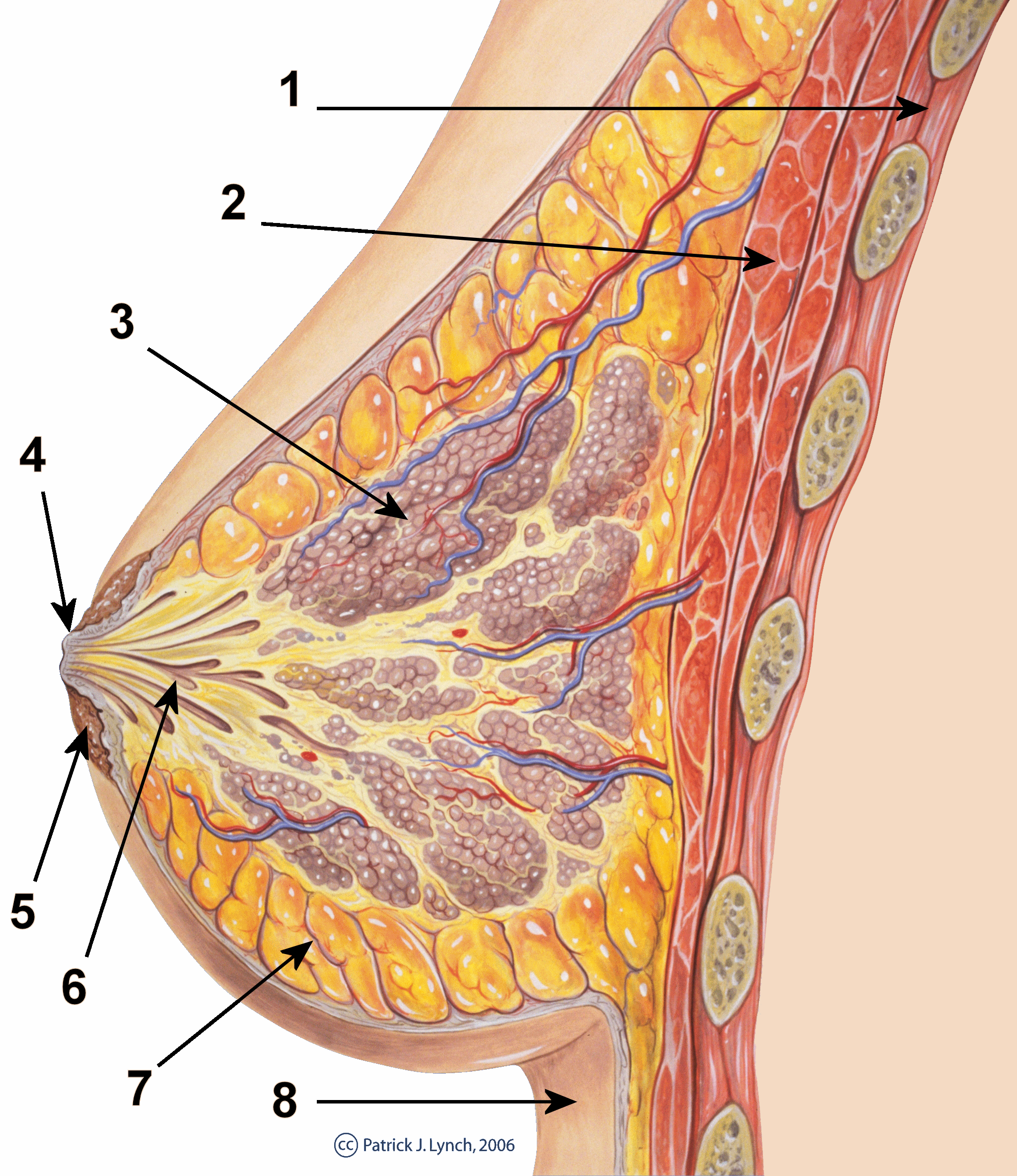
Myoepitel se uplatňuje i při vylučování mléka z mléčné žlázy

Myoepitel je epiteliální tkáň schopná stahu (kontrakce). Obvykle se vyskytuje v exokrinních žlázách, kde pomáhá vylučovat sekret dané žlázy. Myoepitelové buňky jsou ektodermálního původu, mívají hvězdicovitý nebo vřetenovitý tvar a uvnitř obsahují velké množství myofilament a mimoto také enzymy alkalickou fosfatázu a adenylcyklázu. S ostatními buňkami zajišťují spojení dezmozomy.
Řízení zajišťuje vegetativní nervová soustava. Myoepitel se v lidském těle vyskytuje kupříkladu ve slinných žlázách či v mléčných žlázách, ale i v duhovce nebo v juxtaglomerulárním aparátu v přívodních tepénkách glomerulů.